# 191 (număr)
191 (o sută nouăzeci și unu) este numărul natural care urmează după 190 și precede pe 192 într-un șir crescător de numere naturale.

## În matematică
191
- Este un număr prim.
- Este un număr deficient,[1][2] ca orice număr prim.
  - Este un număr prim aditiv.[3][4]
  - Este un număr prim bun.[5][6]
  - Este un număr prim Chen.[7][8]
  - Este un număr prim Eisenstein fără parte imaginară.
  - Este un număr prim Gauss.
  - Este un număr prim Labos.[9][10]
  - Este un număr prim Pell.[11][12]
  - Este un număr prim plat.[13][14]
  - Este un număr prim Solinas.[15][16]
  - Este un număr prim Sophie Germain.[17][18]
  - Este un număr prim subțire.[19][20]
  - Este un număr prim tare.[21][22]
  - Este primul din cvadrupletul de numere prime: 191, 193, 197 și 199.
  - Împreună cu numărul prim 193 formează o pereche de numere prime gemene,[23][24] fiind numărul cel mai mic din pereche.[25]
  - Este cel mai mic număr prim care nu este un număr prim lung în orice bază până la 10. Prima bază în care este un număr prim lung este 19.[26]
- Este un număr odios.[27][28]
- Este un număr ondulatoriu. [29][30]
- Este un număr Thabit.[31][32]
- Este un număr centrat 19-gonal.[33][34]
- Este un număr liber de pătrate.
- Este un număr palindromic.[35][36]
- Este cel mai mic număr întreg pozitiv d al cărui corp pătratic Q(√–d) are clasa 13.[37]

## În știință

### În astronomie
- Obiectul NGC 191 din New General Catalogue este o galaxie spirală cu o magnitudine 12 în constelația Balena.
- 191 Kolga este un asteroid mare și întunecat din centura principală.
- 191P/McNaught (McNaught 11) este o cometă periodică din sistemul nostru solar.
- 3C 191 este un quasar din constelația Racul

## În alte domenii
191 se poate referi la:
- Marquis No. 191, Saskatchewan, o municipalitate rurală din Canada.